# Prokopp Dóra
Prokopp Dóra (Budapest, 1967. július 30. –) manöken, általános orvos, magyar szerkesztő, műsorvezető. Nagyapja Prokopp Sándor (1887–1964) magyar olimpiai bajnok sportlövész volt.

## Élete
Általános és középiskolai tanulmányait a Fazekas Mihály Fővárosi Gyakorló Általános Iskola és Gimnáziumban, egyetemi tanulmányait a Semmelweis Egyetem Általános Orvosi Karán végezte el. Az 1990-es évek egyik közismert manökenje volt, majd az Országos Mentőszolgálatnál orvosként dolgozott két éven át. 1993-tól a Magyar Televíziónál, 1997-től az RTL Klubnál dolgozott, majd újra a Magyar Televízióhoz szerződött. 2000-2007 között a Filmmúzeum Rt. vezérigazgatója volt. 2001-ben elindította a Pax TV-t, 2004-ben a TV Paprikát, 2005-ben pedig a Deko TV-t.

## Műsorai
- Szerencsekerék (Magyar Televízió, 1993)
- Képjáték (Magyar Televízió)
- Dóra mozija (RTL Klub, 1997)
- Rajongó (Magyar Televízió, 2000)
- Aranykor (Film Mánia, 2001)